# Fleur Renes
Fleur Renes (Zeist, 26 juli 1973) is een Nederlandse (theater)actrice. Ze speelde een belangrijke rol als Charlotte Henninger in seizoen twee van Ernstige Delicten.